# Memoriał prof. Wiktora Wawrzyczka 2010
Memoriał prof. Wiktora Wawrzyczka 2010 – siatkarski turniej rozegrany pomiędzy 15 a 17 października 2010 roku w hali Urania w Olsztynie, hali ICSiR w Iławie oraz w hali OCSiR w Ostródzie. Turniej zorganizowany został z okazji 60-lecia drużyny AZS Olsztyn.

## System rozgrywek
Turniej rozegrany został w systemie "każdy z każdym".

## Drużyny uczestniczące
W turnieju wzięły udział 4 zespoły:
- Delecta Bydgoszcz,
- Indykpol AZS UWM Olsztyn,
- Dinamo-Jantar Kaliningrad,
- Tours VB.

## Przebieg turnieju
Tabela
| Lp. | Drużyna                   | Pkt | Mecze | Mecze | Mecze | Sety | Sety | Sety  | Małe punkty | Małe punkty | Małe punkty |
| Lp. | Drużyna                   | Pkt | M     | W     | P     | wyg. | prz. | ratio | zdob.       | str.        | ratio       |
| --- | ------------------------- | --- | ----- | ----- | ----- | ---- | ---- | ----- | ----------- | ----------- | ----------- |
| 1   | Tours VB                  | 9   | 3     | 3     | 0     | 9    | 1    | 9,000 | 243         | 207         | 1,025       |
| 2   | Indykpol AZS UWM Olsztyn  | 5   | 3     | 2     | 1     | 6    | 6    | 1,000 | 277         | 264         | 1,049       |
| 3   | Dinamo-Jantar Kaliningrad | 4   | 3     | 1     | 2     | 5    | 6    | 0,833 | 241         | 251         | 0,960       |
| 4   | Delecta Bydgoszcz         | 0   | 3     | 0     | 3     | 2    | 9    | 0,222 | 227         | 266         | 0,853       |

Źródło: Strona AZS-u Olsztyn
Punktacja: 3:0 i 3:1 – 3 pkt; 3:2 – 2 pkt; 2:3 – 1 pkt; 1:3 i 0:3 – 0 pkt
Zasady ustalania kolejności: 1. liczba punktów; 2. stosunek setów; 3. stosunek małych punktów; 4. bilans w bezpośrednich meczach
Wyniki spotkań
| 15.10.2010 | Delecta Bydgoszcz | 1:3 (21:25, 25:16, 23:25, 12:25) | Tours VB |

| 15.10.2010 | Indykpol AZS UWM Olsztyn | 3:2 (25:22, 26:28, 24:26, 25:18, 15:8) | Dinamo-Jantar Kaliningrad |

| 16.10.2010 | Tours VB | 3:0 (27:25, 25:21, 25:17) | Dinamo-Jantar Kaliningrad |

| 16.10.2010 | Indykpol AZS UWM Olsztyn | 3:1 (25:19, 26:24, 23:25, 25:19) | Delecta Bydgoszcz |

| 17.10.2010 | Delecta Bydgoszcz | 0:3 (24:26, 14:25, 21:25) | Dinamo-Jantar Kaliningrad |

| 17.10.2010 | Indykpol AZS UWM Olsztyn | 0:3 (20:25, 21:25, 22:25) | Tours VB |

## Klasyfikacja końcowa
| Miejsce | Zespół                    |
| ------- | ------------------------- |
| 1.      | Tours VB                  |
| 2.      | Indykpol AZS UWM Olsztyn  |
| 3.      | Dinamo-Jantar Kaliningrad |
| 4.      | Delecta Bydgoszcz         |

## Nagrody indywidualne
| Najlepszy zawodnik Memoriału (MVP) | Najlepszy zawodnik Tours VB | Najlepszy zawodnik AZS-u Olsztyn | Najlepszy zawodnik Dinama Kaliningrad | Najlepszy zawodnik Delecty Bydgoszcz |
| ---------------------------------- | --------------------------- | -------------------------------- | ------------------------------------- | ------------------------------------ |
| David Konečný (Tours VB)           | Earvin N'Gapeth             | Kert Toobal                      | Illia Żillin                          | Wojciech Jurkiewicz                  |